# Proteina relacionada con la autofagia 14
La proteína relacionada con la autofagia 14 (ATG14), también denominada regulador clave relacionado con la autofagia asociado a Beclin 1 o Barkor, es una proteína codificada por el gen ATG14 en humanos que participa en el proceso de la autofagia basal e inducible.  
La autofagia es un proceso de degradación de los componentes del citoplasma de la célula frente a diversos estímulos como la falta de nutrientes, la agregación de proteínas o la invasión de patógenos. Este material intracelular es envuelto y encerrado por los autofagosomas, estructuras de membrana doble especializadas cuya biogénesis tiene lugar en los subdominios del retículo endoplasmático llamados omegasomas, a partir de fragmentos de membranas de aislamiento. A continuación, se fusionan con los lisosomas y forman los autolisosomas, estructuras de membrana única en las que se produce la degradación de los componentes. Los autofagosomas y autolisosomas reciben el nombre de vesículas de autofagia. 
ATG14 se trata de un regulador de la autofagia a través de la interacción con Beclin 1 en el complejo fosfatidilinositol-3-quinasa de clase III (PIK3C3). El complejo específico de la autofagia fosfatidilinositol-3-quinasa está constituido por Vps34, Vps15, Beclin 1 y ATG14, unidas de forma directa entre ellas. La proteína ATG14 es la única subunidad específica del complejo, ya que Vps34, Vps15 y Beclin 1 participan además en otros procesos de forma independiente. 
La secuencia de la ATG14 humana comparte un 18% de identidad y un 32% de similitud con la ATG14 presente en la levadura.

## Estructura

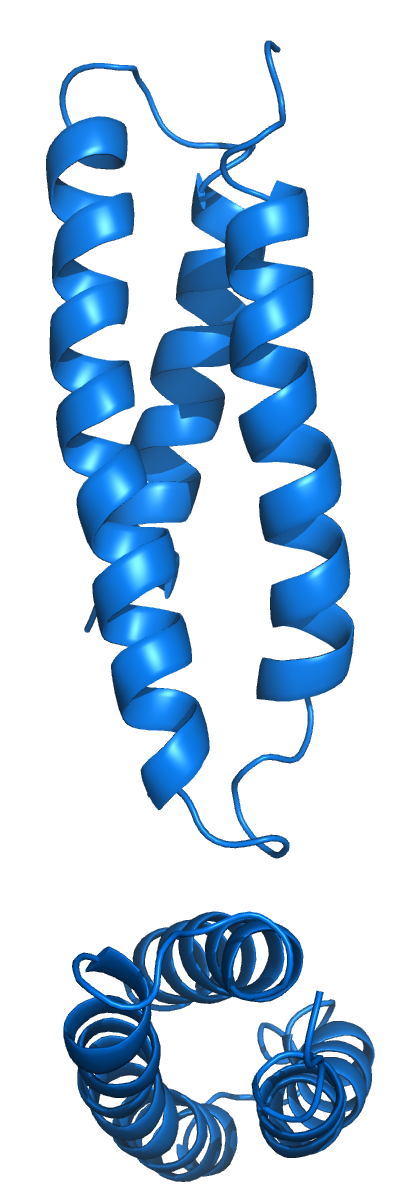
Dominio de hélice superenrollada presente en ATG14.

La estructura de la ATG14 aún no se ha identificado de forma apropiada. Gracias a muchos experimentos se han podido postular varias hipótesis sobre los modelos estructurales de esta proteína.
La proteína ATG14 es una proteína hidrofílica de masa molecular 55 kDa. Está formada por 492 aminoácidos. 
En la región N-terminal, entre los aminoácidos 71 y 180, se han podido identificar un motivo dedo de zinc y tres dominios de hélice superenrollada, siendo el dominio central (II) muy importante para la interacción con Beclin 1 ya que la unión entre ATG14 y Beclin 1 se establece esencialmente entre el dominio de hélice superenrollada II de ATG14 y el dominio de hélice superenrollada de Beclin 1. Por otra parte, la estructura de la región C-terminal, entre los aminoàcidos 181 y 400, no ha podido ser identificada aún, pero es imprescindible para la interacción con Vps34-Vps15. Para el establecimiento de la unión entre ATG14 y Vps34-Vps15 también son necesarios los dominios de hélice superenrollada II y III. Ambas regiones, N-terminal y C-terminal, son necesarias para llevar a cabo la localización del retículo endoplasmático.
Entre los aminoácidos 43 y 58, en la región N-terminal, se observa la repetición consecutiva del aminoácido cisteína, característica conservada evolutivamente en los homólogos de ATG14 de otras especies, como en mamíferos o en la levadura. Debido a la repetición de este aminoácido se da el dominio hélice superenrollada. Además, en los últimos 80 aminoácidos, del 413 al 492, se halla una región de dominio BATS básica para la autofagia.
Se han hallado ciertas modificaciones post-traduccionales. Más concretamente, en la posición 29 y 416 el residuo de serina y en la posición 429 el aminoácido treonina, se unen con un grupo fosfato, formándose la fosfoserina y la fosfotreonina respectivamente. Además, se han descubierto variantes naturales de la proteína ATG14. El residuo en posición 59 puede ser tanto una valina como una isoleucina, mientras que el residuo en posición 131 puede ser una asparagina o una lisina. También hay un conflicto sobre cual es el aminoácido en posición 256, ya que se ha encontrado experimentalmente tanto una asparagina como una serina. 
La secuencia de aminoácidos más probable para la proteína ATG14 es:
MASPSGKGAR ALEAPGCGPR PLARDLVDSV DDAEGLYVAV ERCPLCNTTR

RRLTCAKCVQ SGDFVYFDGR DRERFIDKKE RLSRLKSKQE EFQKEVLKAM

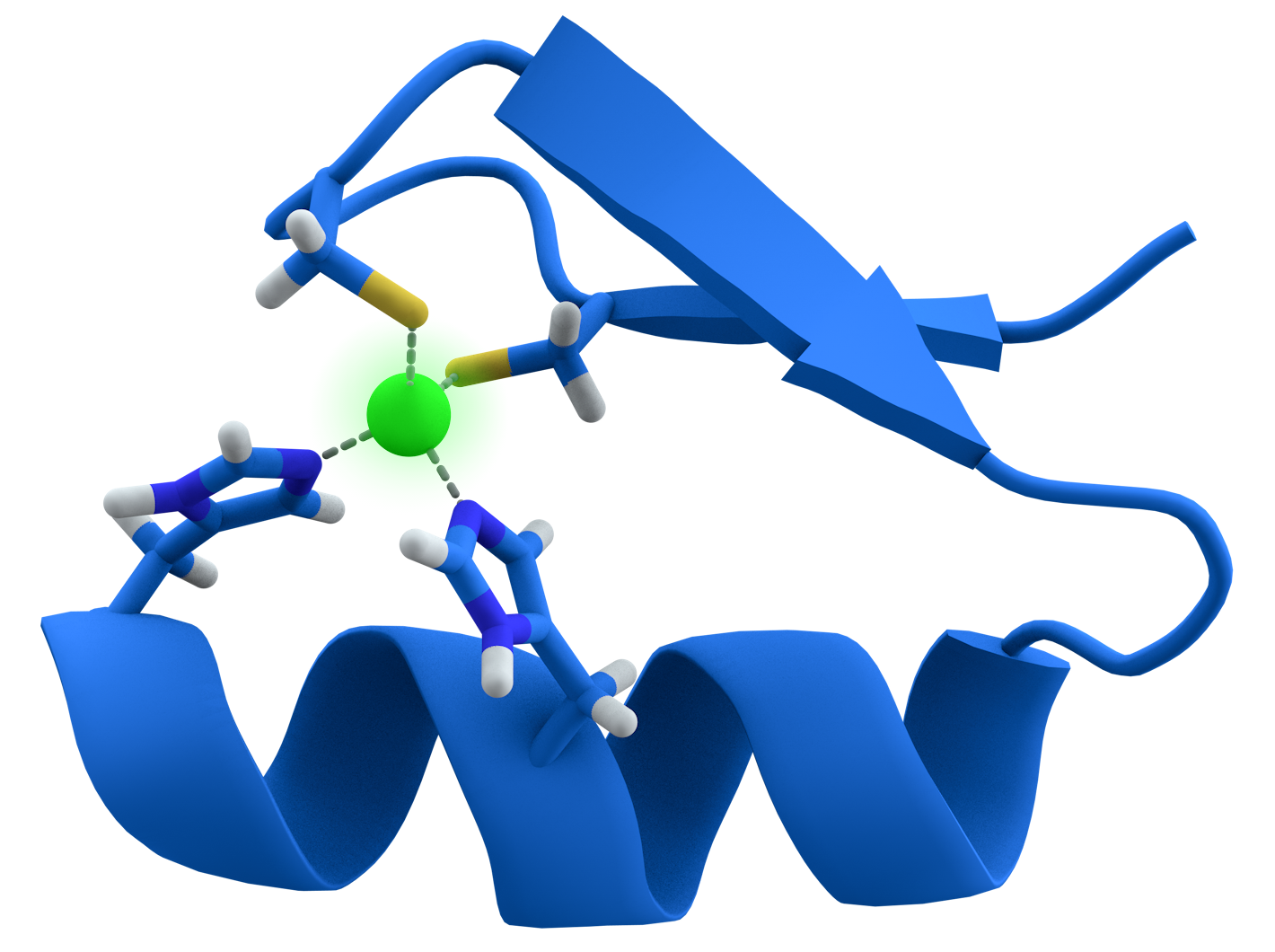
Motivo dedo de zinc presente en ATG14.

EGKWITDQLR WKIMSCKMRI EQLKQTICKG NEEMEKNSEG LLKTKEKNQK
LYSRAQRHQE KKEKIQRHNR KLGDLVEKKT IDLRSHYERL ANLRRSHILE
LTSVIFPIEE VKTGVRDPAD VSSESDSAMT SSTVSKLAEA RRTTYLSGRW
VCDDHNGDTS ISITGPWISL PNNGDYSAYY SWVEEKKTTQ GPDMEQSNPA
YTISAALCYA TQLVNILSHI LDVNLPKKLC NSEFCGENLS KQKFTRAVKK
LNANILYLCF SQHVNLDQLQ PLHTLRNLMY LVSPSSEHLG RSGPFEVRAD
LEESMEFVDP GVAGESDESG DERVSDEETD LGTDWENLPS PRFCDIPSQS
VEVSQSQSTQ ASPPIASSSA GGMISSAAAS VTSWFKAYTG HR

## Localización subcelular
Cuando la célula no tiene necesidad de realizar el proceso de autofagia, la proteína ATG14 se encuentra dispersa en el citoplasma. En cambio, al inducirse la autofagia, por ejemplo, por falta de nutrientes, la localización de ATG14 se concentra en las estructuras en las que tiene lugar el proceso la biosíntesis de los autofagosomas: la membrana del retículo endoplasmático, las membranas de aislamiento, las membranas de estructuras pre-autofagosomales (PAS) y los propios autofagosomas, vesículas de doble membrana que contienen los componentes del citoplasma que han sido degradados. 
Para la localización correcta de los compartimentos autofagosómicos es necesaria la interacción entre ATG14 y Beclin 1, en la que la proteína ATG14 es la responsable de la translocación de Beclin 1 desde su posición inicial en el trans-Golgi a las membranas de aislamiento en la que tiene lugar la formación de autofagosomas.
ATG14 también se acumula en membranas de autofagosomas ricas en fosfatidilinositol-3-fosfato (PI3P) a través del dominio BATS para asegurar el mantenimiento de la curvatura de la membrana.

## Función
ATG14 participa de forma activa en la autofagia, un proceso de degradación intracelular en la que los componentes citoplasmáticos, incluyendo orgánulos, son retenidos dentro de una vesícula de doble membrana llamada autofagosoma que transporta el contenido de la estructura autofágica para su posterior descomposición o reciclado. 

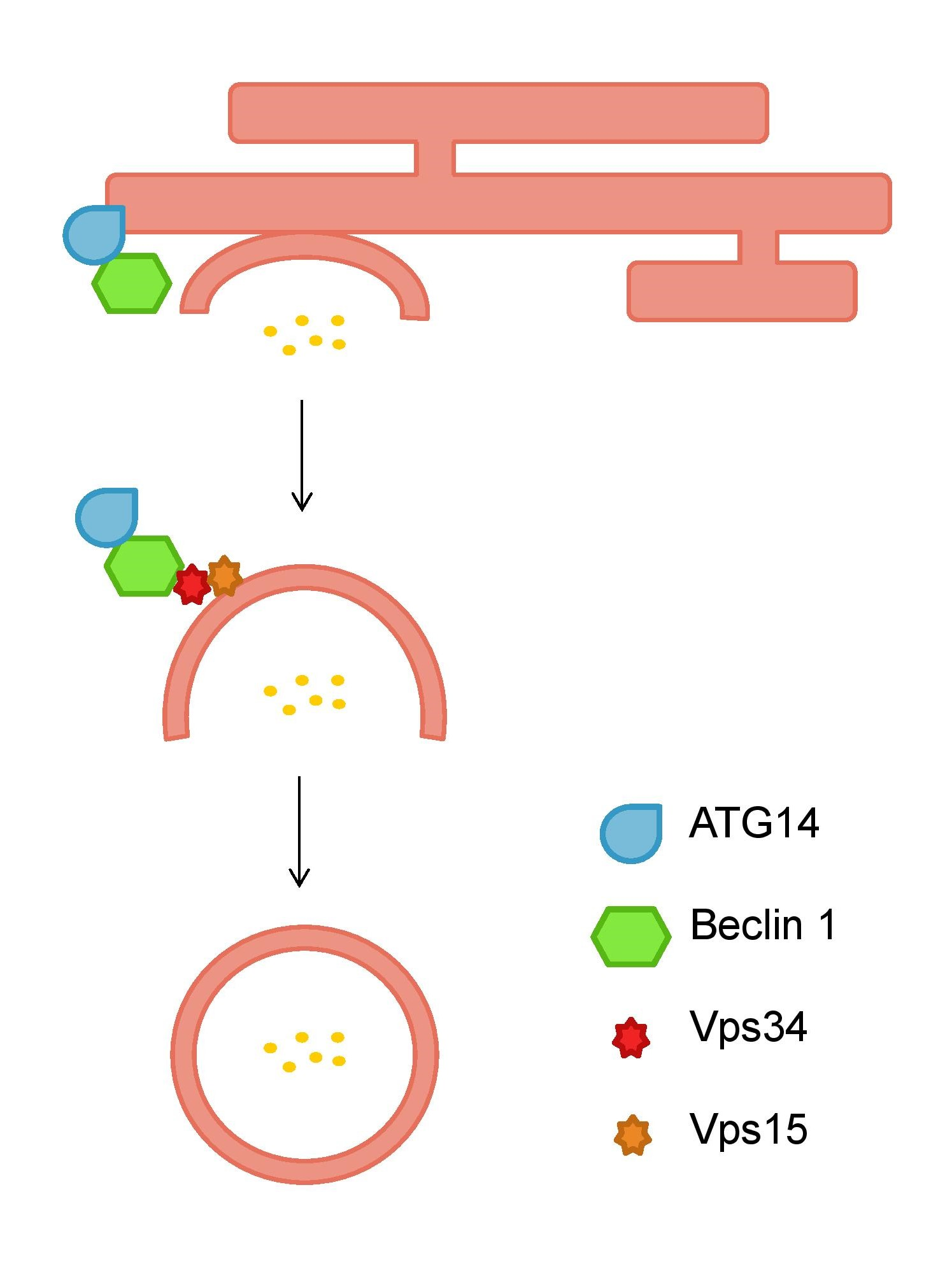
Representación esquemática del complejo fosfatidilinositol-3-quinasa del que ATG14 forma parte en la formación de autofagosomas a partir de membranas aisladas.

### Autofagia
La proteína ATG14 se encarga de una regulación positiva de la autofagia a través del mantenimiento aumento de la tasa de autofagia. Es necesaria tanto para la autofagia basal, relacionada con el mantenimiento de la homeostasis celular, como inducida, propia de procesos específicos que escapan del simple mantenimiento óptimo vital de la célula. 
La formación de autofagosomas puede dividirse en tres fases: inicio de a biogénesis de la membrana, elongación y cierre. ATG14 interviene en la primera fase y es necesaria para la fabricación de omegasomas y para su realización. Por esta razón, una parte de la proteína ATG14 de la célula se localiza en el retículo endoplasmático, donde tiene lugar el proceso. ATG14 lleva a cabo diferentes funciones determinantes en la formación del autofagosoma.
Por una parte, en la formación del complejo fosfatidilinositol-3-quinasa realiza la translocación de Beclin 1 desde el trans-Golgi a los autofagosomas, determina la localización del complejo fosfatidilinositol-3-quinasa específico de la autofagia (PIK3C3). Así pues, al unirse mejora de la actividad de PIK3C3 a la hora de fosforilar el grupo hidroxilo de la posición 3 del anillo de moléculas fosfatidilinositol en una forma dependiente de Beclin 1. Esta molécula tiene una función altamente relevante en el control del proceso autofágico y la muerte celular. Así pues, es esencial para la fosforilación autofágica dependiente de Beclin 1. 
Además, ATG14 tiene un papel importante en la determinación de la localización del retículo endoplasmático para conducir allí el complejo PIK3C3, donde tiene lugar la formación de autofagosomas, y en la conjugación de LC3 I a LC3 II o fosfatidiletanolamina.
Por otra parte, la proteína reprime la fosforilación de PIK3C3 por parte de AMPK. Aleja al complejo binario t-SNARE  STX17-SNAP29 en el autofagosoma, cuya principal función es proceder como intermediario en la fusión de vesículas con sus metas, y lo reprime de la interacción con VAMP8 para promover la fusión del autofagosoma con el endolisosoma. 

#### Autofagia basal
El proceso de la autofagia basal y en consecuencia la proteína en cuestión es crucial para el mantenimiento de la homeostasis celular mediante la selección de proteínas alteradas, orgánulos envejecidos o citosol innecesario, y así garantizar la calidad del contenido celular y su estructura. Además, la autofagia interviene en procesos de crecimiento, diferenciación y regulación metabólica como fuente de energía alternativa en el caso de inexistencia o falta de alimento. A día de hoy se han podido explicar tres formas diferentes de autofagia en mamíferos: por un lado, la autofagia en la que intervienen las chaperonas, por otro lado, la microautofagia, y por último la macroautofagia, las cuales coexisten en la actividad celular. La macroautofagia es el proceso en el que ATG14 interviene de manera más significativa.

#### Autofagia inducida
ATG14 también realiza funciones en diferentes procesos biológicos más allá del ensamblaje del autofagosoma y la macroautofagia, característicos de la autofagia inducida, tales como la respuesta celular a la falta tanto de glucosa como de otra fuente de alimento, mediante lo cual se hace referencia a cualquier proceso llevado a cabo dentro de la actividad celular (producción de enzimas, secreción, movimiento, expresión genética, lipidación...) como consecuencia de unas circunstancias de falta de acceso a nutrientes, y la mitofagia en respuesta a la despolarización mitocondrial, desencadenada como consecuencia de la detección de pérdida de potencial en la membrana mitocondrial.

### Control de invasiones
En los casos de determinados microorganismos patógenos, el control de la invasión de las células se realiza a través de autofagia. Por ejemplo, ante la bacteria Salmonella typhimurium, causante de intoxicaciones alimentarias y fiebre tifoidea, se requiere de la autofagia para evitar su replicación intracelular al envolver y degradar al patógeno. Por lo tanto, ATG14 es esencial para la eliminación de infecciones bacterianas a través de autofagia.

### Regulación
ATG14, aparte de sus funciones principales, actúa como reguladora en diversos procesos:
- Regulación negativa de la fosforilación de algunas proteínas, proceso que paraliza, previene o reduce la tasa de adición de grupos fosfato a aminoácidos de una proteína.
- Regulación del transporte del autofagosoma al lisosoma.
- Regulación positiva de la actividad del complejo fosfatidilinositol 3-quinasa, en la que activa o incrementa la tasa de la actividad del fosfatidilinositol 3-quinasa.
- Regulación postranscripcional de la expresión de algunos genes, modelando el grado de expresión de los mismos.
- Regulación del proceso metabólico de los lípidos hepáticos y de los triglicéridos, atendiendo y actuando sobre la frecuencia de reacciones químicas y caminos en los que están involucrados los triésteres de glicerol.[3][6]

## Interacciones
La proteína AGT14 establece 56 interacciones diferentes con 22 proteínas distintas. Un 66 % de las interacciones son de baja productividad, mientras que las otras 19 interacciones (34%) tienen una alta productividad. Principalmente, ATG14 establece interacciones con moléculas que participan en la autofagia: las proteínas SNARE, el complejo fosfatidilinositol-3-quinasa (PIK3), las proteínas Vps34, Vps15 y Vps30/Atg14 (levadura) o Beclin 1 (humanos), la proteína Nrbf 2 y la proteína Beclin 2. Forma complejos junto a PIK3, Beclin 1 y Vps34-Vps15.

### Detección de interacciones
Las interacciones de ATG14 con otras proteínas se han detectado mediante el uso de cinco pruebas. La prueba más importante en la detección de interacciones de ATG14 y con la que se han detectado más del 50% de las interacciones de esta proteína con otras es la Affinity Capture-Western. Las interacciones con esta prueba se detectan cuando la proteína ATG14 es capturada a partir de extractos celulares a través de un epítopo o un determinado anticuerpo policlonal. La molécula con la que ATG14 interacciona es identificada gracias al Western blot con un anticuerpo policlonal específico o con un segundo epítopo. Además, también se han descubierto varias interacciones de ATG14 con la prueba Affinity Captur-Ms. Las interacciones con esta prueba se detectan de la misma forma que con la Affinity Capture-Western, pero una vez ATG14 es capturada por extractos celulares ya se puede conocer la molécula con la que ATG14 ha interaccionado con la ayuda de un espectrómetro de masas. 

### Principales interacciones

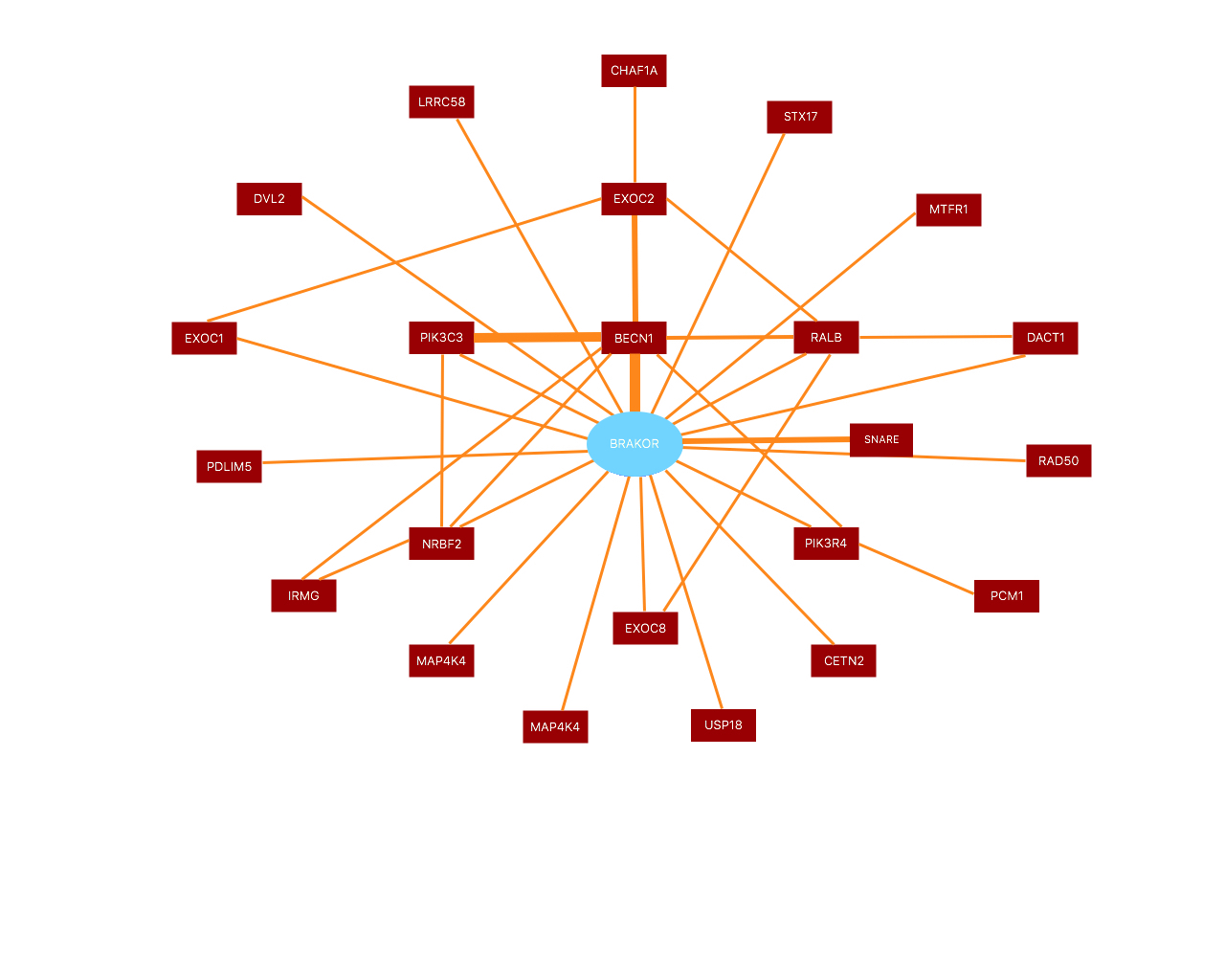
Conjunto de interacciones que realiza la proteína ATG14 en una levadura. Se puede observar que hay interacciones más importantes (línea más gruesa) que otras, según su importancia en la supervivencia de la especie. Los recuadros son las proteínas y las líneas muestran las interacciones entre ellas.

Una de las interacciones más importantes se produce entre la proteína ATG14 y los receptores de proteína de fijación solubles de NSF, llamados también proteínas SNARE. La interacción entre las proteínas SNARE i la proteína ATG14 se produce por la unión de la proteína ATG14 al dominio central de la proteína Syntaxin 17 (STX17) gracias al motivo estructural hélice superenrollada de la proteína ATG14. Con esta unión entre ATG14 i STX17 se estabiliza el complejo binario t-SNARE STX17-SNAP29 en los autofagosomas y se prepara al complejo para la interacción con VAMP8 para promover la fusión del autofagosoma y el endolisosoma.
La proteína ATG14 forma homooligómeros gracias a la repetición de la cisteína en el extremo N-terminal de la proteína. La formación de homooligómeros es muy importante, ya que se ha demostrado que las proteínas ATG14 sin posibilidad de formar homooligómeros debido a mutaciones en los aminoácidos cisteína del extremo N-terminal pierden su función autofágica debido a que pierden su capacidad de interaccionar con las proteínas autofágicas. Por lo tanto, si los aminoácidos encargados de la homooligomerización de las proteínas sufren mutaciones, la interacción de la proteína ATG14 con las proteínas SNARE se ve dañada y con ello también la función autofágica de la proteína ATG14.
Se ha podido confirmar en células de levadura y de mamíferos (humanos) que la proteína ATG14 también interacciona debido a su motivo estructural hélice superenrollada con las fosfatidilinositol-3-quinasas de clase III (PIK3C3). La interacción de la proteína ATG14 con el complejo I de las PIK3C3 (Vps34, Vps15, Vps30/Atg4 en levaduras y Beclin 1 en mamíferos) permite que este complejo ejerza una función en la autofagia. Más concretamente, la proteína ATG14, localizada en la estructura pre-autofagosomal (PAS), media la relación entre el PAS y la Vps34 y la Atg4/Vps30 en levaduras. Sin ATG14, la proteína Vps34, básica en la formación de autofagosomas, se disloca y deja de funcionar correctamente.

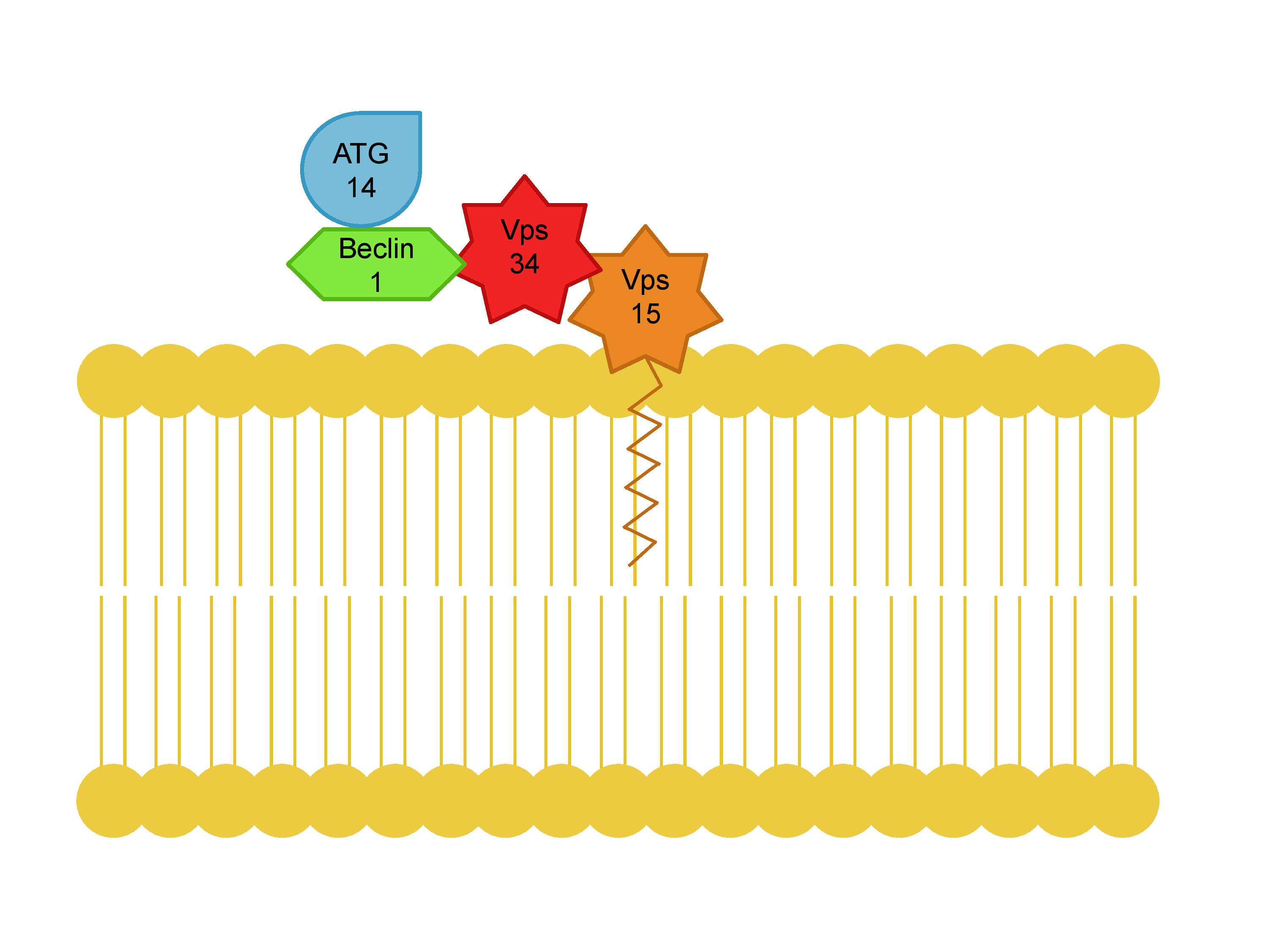
Representación de la interacción de ATG14 con Beclin 1, Vps34 y Vps15 para formar el complejo fosfatidilinositol-3-quinasa en la membrana de las estructuras pre-autofagosomales.

La interacción de ATG14 con Beclin 1 es de importancia ya que es necesaria para la unión de ATG14 al complejo PIK3C3. La unión entre las proteínas se establece entre el dominio de hélice superenrollada de ambas (en el caso de ATG14, el dominio central), y ATG14 realiza la función de translocación de Beclin 1 desde trans-Golgi al retículo endoplasmático. Al interactuar con Beclin 1, ATG14 compite con el producto del gen asociado a radiación UV (UVRAG). Tanto ATG14 como UVRAG se unen a Beclin 1 a través de los dominios de hélice superenrollada de forma mutuamente exclusiva, de manera que establecen una competencia directa entre ellos. Si una elevada cantidad de UVRAG evita la formación del complejo ATG14-Beclin 1, se imposibilita la formación de autofagosomas.
La proteína ATG14 también interacciona con la proteína Nrbf2, debido a su similitud. La Nrbf2 está localizada en la célula en el mismo lugar que ATG14, lo que sugiere que la Nrbf2 también forma parte del complejo I de la PIK3C3. La interacción de la Nrbf2 con el complejo PIK3C3 puede modelar las interacciones proteína – proteína existentes en este complejo, disminuyendo las interacciones entre la proteína ATG14 y las Vps34 y Vps15 e incluso suprimiendo la actividad de la Vps34 en la autofagia. Por lo tanto, la interacción entre la Nrbf2 y la ATG14 es importante para mantener una regulación en el sistema autofágico celular.
También se ha comprobado de forma experimental que ATG14 interacciona con la proteína Beclin 2, tanto en Beclin 2 humana como en Beclin 2 de rata. Aparte, también se ha podido comprobar la interacción de la proteína ATG14 con otras muchas proteínas, pero aún no se conoce exactamente la función de la interacción.

## Patología

Frecuencia en que las mutaciones producidas en diferentes posiciones de la secuencia de aminoácidos de ATG14 (eje de abscisas) han sido observadas en tumores probablemente malignos de distintos tipos de cáncer.

El mal funcionamiento de la proteína ATG14 puede causar diversas enfermedades, entre las cuales se encuentra el cáncer, ya que la reducción de la autofagia está relacionada con un incremento en la formación de tumores. Los tipos de cáncer en los que más se ha observado una mutación en ATG14 son el cáncer de pulmón, el cáncer de piel, el cáncer de la vejiga urinaria y el cáncer de estómago. Al tratarse de un regulador de la autofagia a través de Beclin 1, ATG14 tiene un papel importante en el desarrollo de medicamentos para tratar enfermedades causadas por errores en la autofagia.
En investigaciones biotecnológicas se ha demostrado el efecto que provocan en el proceso de autofagia posibles mutaciones en la secuencia y expresión de la proteína ATG14:
- Mutaciones. Una mutación de ATG14 que implique la sustitución de los aminoácidos cisteína en posición 43, 46, 55 y 58 imposibilita la formación de homooligómeros y provoca defectos en la localización del retículo endoplasmático y la conducción del complejo fosfatidilinositol-3-quinasa. Por lo tanto, evita la inducción de la autofagia y la formación de autofagosomas, ya que la presencia de las repeticiones de cisteína es esencial en estas funciones. Además, la existencia de mutaciones en la C46 causa la pérdida de la capacidad de interaccionar con las proteínas SNARE, mientras las mutaciones en los C43, C55 y C58 afectan menor cantidad a esta interacción.[1][12]

- Silenciamiento. La eliminación de la expresión de la proteína ATG14 evita la formación de autofagosomas frente cualquier tipo de factor que, en condiciones normales, induciría la autofagia, como la falta de nutrientes o el tratamiento de la célula con sirolimus.[2]
- Sobreexpresión. El aumento de la cantidad producida de ATG14 causa la activación del proceso de autofagia y un incremento en la cantidad y volumen de las vesículas de autofagia.[2]